# Bellprat
Bellprat, envoltat de boscos i camps de conreu, és un petit municipi de la Baixa Segarra enquadrat en la comarca de l'Anoia, amb presència humana des de molt antic, segons vestigis de l'edat de bronze amb assentaments ibèrics.
A prop seu, el Castell de Queralt domina tot el terme i és des d'on es gaudeix d'una magnífica panoràmica sobre les comarques de l'Anoia, la Segarra i la Conca de Barberà. El castell de Queralt era, al segle x, un bastió avançat del comtat de Barcelona, documentat des de l'any 960. La seva existència es remunta al segle anterior. L'any 976, el comte Borrell el va vendre a Guitart, vescomte de Barcelona, aconseguit, per conquesta del seu avi Guifré i per testament del seu pare Sunyer, pel preu de 200 pesos d'argent. Sota la influència del castell neix el nucli de Bellprat.
L'església romànica de Sant Jaume de Queralt, situada als peus del castell, va exercir les funcions de parròquia fins que l'any 1425 les va assumir l'església de Sant Salvador a Bellprat.
El petit nucli, a 652 m d'altitud, creix al voltant d'aquesta església. Amb una població dedicada gairebé exclusivament a activitats agrícoles i ramaderes, a Bellprat s'hi collia blat, llegums i raïm i també hi havia explotacions de lignit i bauxita. El Bellprat de 1685 tenia 10 cases agrupades i 8 pagesies. Actualment, és un poble tranquil en el qual conviuen les feines del camp, la ramaderia, un incipient turisme rural i les famílies que hi venen fugint de les sorolloses ciutats per gaudir del silenci i la natura en el seu temps de lleure. Bellprat ha aconseguit vèncer el pas del temps. Les velles edificacions del segle xvii i XVIII s'han anat reformant i preservant.

## Geografia
- Llista de topònims de Bellprat (Orografia: muntanyes, serres, collades, indrets..; hidrografia: rius, fonts...; edificis: cases, masies, esglésies, etc).

## Demografia
| 1497 f | 1515 f | 1553 f | 1717 | 1787 | 1857 | 1877 | 1887 | 1900 | 1910 |
| ------ | ------ | ------ | ---- | ---- | ---- | ---- | ---- | ---- | ---- |
| -      | -      | -      | 63   | 229  | 364  | 295  | 314  | 315  | 339  |

| 1920 | 1930 | 1940 | 1950 | 1960 | 1970 | 1981 | 1990 | 1992 | 1994 |
| ---- | ---- | ---- | ---- | ---- | ---- | ---- | ---- | ---- | ---- |
| 373  | 312  | 323  | 287  | 183  | 128  | 107  | 91   | 95   | 95   |

| 1996 | 1998 | 2000 | 2002 | 2004 | 2006 | 2008 | 2010 | 2012 | 2014 |
| ---- | ---- | ---- | ---- | ---- | ---- | ---- | ---- | ---- | ---- |
| 87   | 89   | 95   | 94   | 90   | 99   | 91   | 97   | 91   | 78   |

| 2016 | 2018 | 2020 | 2022 | 2024 | 2026 | 2028 | 2030 | 2032 | 2034 |
| ---- | ---- | ---- | ---- | ---- | ---- | ---- | ---- | ---- | ---- |
| 75   | 74   | 64   | 74   | 69   | -    | -    | -    | -    | -    |

## Cultura
Bellprat, Vila del Llibre és una fira del llibre que se celebra en aquesta localitat de l'Anoia des de 2008, a l'estil d'altres pobles del món que s'agrupen dintre del concepte Book Town i que basen la seva activitat econòmica en una oferta cultural de qualitat, llibreries de vell, activitats literàries i una proposta turística sostenible, amb allotjaments rurals que respecten la configuració del seu entorn. Bellprat és un poble de 87 habitants censats, en el nucli urbà del qual tan sols hi viuen tot l'any unes 20 persones, i multiplica per 25 la seva població durant un cap de setmana gràcies a l'esdeveniment.

## Personatges il·lustres
- Natividad Yarza Planas, alcaldessa durant el període de la segona república. Va ser la primera alcaldessa espanyola elegida democràticament.[4]